# La venganza (película de 2002)
La venganza (en polaco Zemsta) es una película de 2002 dirigida por Andrzej Wajda. La película se basa en una obra de Aleksander Fredro. 

## Trama
Raptusiewicz (Janusz Gajos) vive en la mitad de un castillo, mientras la otra mitad se encuentra ocupada por su odiado rival el notario Milczek (Andrzej Seweryn). Raptusiewicz desea casarse con Podstolina (Katarzyna Figura), la viuda de lord High Steward, debido a su dinero, mientras que Podstolina ella a su vez busca a una pareja adinerada. Por su parte, Milczekdesea casar a su hijo Wacław (Rafał Królikowski) con Podstolina. Para complicar aún más las cosas, Wacław está enamorado de Klara (Agata Buzek) - guardia y nieta de Raptusiewicz, quien la acogió tras la muerte de sus padres - y el sentimiento es mutuo. La trama se complica cuando Klara resulta a su vez ser el objeto del amor de Papkin (Roman Polanski).

## Reparto
- Roman Polanski como Papkin.
- Janusz Gajos como Cześnik Raptusiewicz.
- Andrzej Seweryn como el notario público Milczek.
- Katarzyna Figura como Podstolina.
- Daniel Olbrychski como Dyndalski.
- Agata Buzek como Klara.
- Rafal Królikowski como Wacław.
- Lech Dyblik como Śmigalski.
- Jerzy Slonka como un cura.
- Magdalena Smalara como Rózia.